# Jumeaux

Jumeaux este o comună în departamentul Puy-de-Dôme, Franța. În 1 ianuarie 2022 avea o populație de 563 de locuitori.